# Heliconia metallica
Heliconia metallica là một loài thực vật có hoa trong họ Heliconiaceae. Loài này được Planch. & Linden ex Hook. mô tả khoa học đầu tiên năm 1862.